# Воркутинское восстание
Воркути́нское восста́ние — восстание заключённых Речлага в окрестностях Воркуты (Коми АССР, СССР) в июле — августе 1953 года.

## Восстания в системе ГУЛаг после смерти Сталина
Смерть Сталина в марте 1953 года в лагерях приняли с воодушевлением. Заключённые ждали ослабления режима и пересмотра дел невинно осуждённых.
Но амнистию в конце марта дали только уголовникам и заключённым с малыми сроками лишения свободы (а таких в Речлаге было очень мало: 2—3 человека в бригаде). Ожидания заключённых не оправдались, это вызвало разочарование, обиду и гнев и ускорило начало восстания.
События лета 1953 года в Воркуте вошли в историю под названием «Воркутинское восстание».
Примерно одновременно (26 мая — 4 августа 1953 года) аналогичные события происходили в Норильске в особом лагере № 2 «Горный». События в Норильске тоже вошли в историю как Норильское восстание.
Однако термин «восстание», используемый при описании обоих событий, неточен. Восставшие не имели оружия, более того, добровольно отказались от различных попыток вооружить их, а также не поддавались на различные провокации к активным действиям.
Официальные термины МВД тех лет — «бандитизм», «мятеж», «волынка» и «массовое неповиновение» соответствовали желанию руководства видеть в протесте заключённых лишь саботаж и массовое хулиганство, беспорядок, анархию и оправдать жестокое подавление бастующих.
Слово «забастовка» тоже полностью не исчерпывает смысл событий, хотя основной формой протеста против бесчеловечного режима Речлага и Горлага летом 1953 года стал отказ заключённых выходить на работу.
Руководители забастовки были вынуждены действовать в рамках существующей в то время советской законности.
Протестное движение в лагерях ГУЛага в то время выражалось в следующих формах: митинги и собрания заключённых для выработки общих требований, массовая голодовка, невыход на работу, «выдача на гора порожняка» у горняков, письма, жалобы, заявления, просьбы, обращения в Советское правительство и Президиум ЦК КПСС и многое другое.

## Начало забастовки в Воркуте (1953 год)
Июнь
Со стороны заключённых Речного лагеря стали возникать случаи групповых отказов от выхода на работу и неподчинения требованиям лагерной администрации.
16 июня
Начальником управления Речного лагеря назначен генерал-майор Деревянко А. А.
26 июня
В Москве арестован Л. П. Берия. После его ареста оперработники отделов МГБ в Речлаге ужесточили репрессии во вверенных им лаготделениях и лагпунктах.
30 июня
На шахте «Капитальная» (лагерное отделение № 1) были обнаружены листовки с призывами к заключённым «Не давать угля», «Свободу заключённым».
В производственной зоне шахты № 40 (лагерное отделение № 5) на стене была обнаружена надпись «Не давать угля, пока не будет амнистии».
Аналогичные надписи стали появляться на вагонетках, выходящих из шахты на поверхность. Вагонетки с такими надписями выходили из шахты на поверхность пустые, без угля.
Июль
17 июля
На шахте «Капитальная» группа заключённых тяжело избила десятника заключённого Еднобика за то, что он призывал заключённых прекратить саботаж. В связи с этим, в тот же день все десятники второй смены, из-за боязни расправы над ними, спускаться в шахту отказались":434—435.
19 июля
350 заключённых лагерного отделения № 2 отказались выйти на работу и потребовали прибытия к ним начальника Управления лагеря и прокурора.
Прибывшим начальнику Управления лагеря и прокурору заключённые заявили, что они свои требования им излагать не желают, так как на месте их вопросы решить всё равно никто не может и они никому не доверяют, поэтому требуют приезда в Воркуту представителей Правительства и ЦК КПСС:437—441.
21 июля
В зоне лагерных отделений № 1, 6 обнаружены листовки с требованиями о полной амнистии, призывами «нет свободы и не будет угля», выдача угля с шахты резко упала:441—443. Листовки подписывались «Комитет действия».
22 июля
1500 заключённых первой и второй смены лагерного отделения № 2 отказались выходить на работу в шахту № 7, заявив: «Пока не прибудет в Воркуту представитель ЦК КПСС, на работу не выйдем».
23 июля
Число отказавшихся от работы в лагерном отделении № 2 возросло до трёх тысяч человек. От заключённых, тайно сотрудничавших с лагерной администрацией, поступила информация о 3 законспирированных штабах подстрекателей к саботажу в разных отделениях, предположительно из числа «бандеровцев» (бывших членов ОУН, Армии Крайовой, эстонцев, латышей и литовцев):439.
24 июля
Во всех лагерных отделениях, в соответствии с полученным указанием МВД СССР, было объявлено о введении для заключённых Речного лагеря ряда льгот, в частности:443—445:
 — о введении девятичасового рабочего дня;
 — о снятии номеров с одежды;
 — о разрешении свиданий с родственниками;
 — о разрешении переписки с родными;
 — о разрешении перевода заработанных денег своим семьям;
 — об увеличении выдачи денег с лицевых счетов до 300 рублей в месяц.
25 июля
8700 заключённых лагерных отделений № 2, 3 и 6 не вышли на работу.
На шахтах № 7, 12, 14 и 16 и строительстве ТЭЦ-2 все работы остановлены:467, 540.
26 июля — первая кровь
Заключённые лагерного отделения № 3 напали на штрафной изолятор и освободили ранее арестованных 77 активных участников акции неповиновения:524.
При нападении заключённых на штрафной изолятор охраной было применено оружие.
Двое заключённых убито и двое ранено:453.
28 июля
К забастовке примкнули заключённые лагерного отделения № 13, работавшие на шахте № 30.
Среди заключённых распространился призыв:
«Нам идут на уступки, а раз этого мы добились, то добьёмся своей цели. На удочку приказа о льготах не идите и никаким провокациям не поддавайтесь. Нам нужна воля и мы хотим, чтобы из ЦК КПСС нам сказали о наших сроках…»
В лагерных отделениях № 2, 3 создаются забастовочные штабы.
Штаб лагерного отделения № 2 возглавил заключённый Кендзерский Ф. Ф., бывший капитан польской армии, осуждённый в 1949 году по ст. 58-1"б" УК РСФСР на 15 лет.
Штаб лагерного отделения № 3 возглавил Колесников В. Д., бывший подполковник госбезопасности, осуждённый 12 марта 1953 года военным трибуналом войск МГБ Московской области на 25 лет.
В лагерном отделении № 10 на шахте № 29 создан «Местный забастовочный комитет», в который вошли Э. А. Буц, И. Р. Рипецкий, В. К. Малюшенко, В. Ф. Камашев и другие.
В лагерном отделении № 16 штабом руководил Иванов Александр Михайлович, он же Вершинин Александр Николаевич, он же Метёлкин Михаил Петрович, осуждённый в 1943 г. ОСО при НКВД СССР на 20 лет ИТЛ за шпионаж:526—527.
29 июля
15 604 заключённых 6-ти лагерных отделений отказывались выходить на работу:539.
29 и 30 июля
Прибывшей из Москвы Комиссией МВД СССР во главе с заместителем министра внутренних дел СССР генералом армии Масленниковым И. И. проведены переговоры с заключёнными во всех бастующих лагерных отделениях.
В ходе переговоров комиссией отмечено, что «организаторы саботажа в лагерном отделении № 10 вели более дерзко и вызывающе».
Их основное требование — немедленно решить вопрос о массовом пересмотре дел и об освобождении из лагеря всех заключённых.
В то же время, параллельно с переговорами комиссией МВД разработан план операций по ликвидации забастовки и изъятию организаторов саботажа в каждом лаготделении.
Ведётся подготовка дополнительных лагерных пунктов для размещения в них изъятых заключённых.
31 июля
В 10 часов утра комиссия приступила к операции в лагерном отделении № 2.
Вначале по местной лагерной трансляционной сети было предложено заключённым прекратить «волынку» и всем выйти через центральную вахту из жилой зоны. Одновременно заключённые были предупреждены, что в случае нападения их на конвой будет применено оружие.
Вначале произошло замешательство, но когда в зону ввели безоружных надзирателей и заключённые увидели, что они окружены усиленной войсковой охраной, одиночками и группами стали выходить через ворота за зону, где они тут же группами по 100 человек брались под конвой и направлялись в тундру для фильтрации.
После изъятия организаторов и активных участников забастовки остальная масса заключённых была водворена обратно в зону. После этого в лагере был восстановлен нормальный порядок, и в вечернюю смену заключённые вышли на работу.
Заключённые лагерных отделений № 3, 4, 13 после проведённых с ними бесед прекратили забастовку, вышли на работу и стали выполнять указания лагерной администрации.
Изъятие организаторов и активных участников забастовки в этих отделениях было произведено постепенно.
В лагерном отделении № 16 заключённые сами связали организаторов и руководителей забастовки, привели их к администрации лагерного отделения, заявив, что они «не хотят участвовать в саботаже и просят убрать от них этих саботажников». После этого заключённые забастовки прекратили и вышли на работу.
В лагерном отделении № 10 организаторы забастовки, несмотря на проведённую разъяснительную работу, отказались прекратить забастовку.
Руководители забастовки приняли решение о недопущении действий, провоцирующих администрацию применить оружие.

### 1 августа 1953 года, Лагерное отделение № 10, шахта № 29

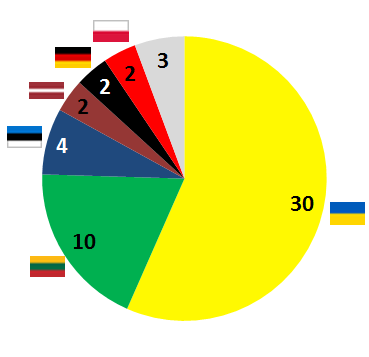
Количество и национальность погибших во время восстания.

В 10 часов утра начальник Управления лагеря Деревянко призвал заключённых прекратить сопротивление и разъяснил об ответственности заключённых, если они будут продолжать беспорядки. Заключённым, не желающим участвовать в забастовке, было предложено выходить за зону через центральную вахту.
В жилой зоне лагеря в 50 метрах от выходных ворот собралось 350—400 бастующих.
В жилую зону введено без оружия 50 надзирателей.
Увидев вошедших в жилую зону надзирателей, забастовщики стали ломать забор и, используя доски как щиты, вытеснили надзирателей из жилой зоны.
При попытке рассеять и оттеснить от ворот приблизившуюся большую группу заключённых струей воды из шланга пожарной машины бастующие выхватили у них пожарный рукав и попытались отобрать у одного из пожарных топор.
Приближение бастующих к выходным воротам на расстояние 5 метров было расценено комиссией как факт «явного прорыва за зону» и была дана команда на применение оружия: «Автоматчики, на выход».
По этой команде с вышек по заключённым ударили пулемёты, заблаговременно туда поднятые. За пулемётами были офицеры МВД.
При применении оружия (по официальным данным МВД) было убито 42 и ранено 135 заключённых, из них 83 человека ранены легко:526, 544. Всего были убиты и умерли от ран 53 заключённых согласно очень секретному поимённому списку:519—523.

## Последствия событий 1 августа 1953 года
3 августа — 10 сентября 1953 года — оперчекистский отдел Речлага возбудил дело № 92 по факту организации массового контрреволюционного саботажа политзаключённых 10-го лаготделения Речлага (при шахте № 29). По делу № 92 проходили 14 организаторов массовой забастовки.
Решением военного трибунала войск МГБ Коми АССР все они были приговорены к длительным срокам лишения свободы.
В результате проведённых мероприятий во всех лагерных отделениях было изъято 1192 заключённых, из них: 29 человек были арестованы как «организаторы саботажа», 280 активных участников и подстрекателей оформлены для водворения на тюремный режим. 883 заключённых размещены отдельно от всех других заключённых в двух вновь организованных лагерных пунктах:544.
Для предотвращения массовых беспорядков существующие лагерные отделения разукрупнены путём организации в составе отделений лагерных пунктов численностью не свыше 1500 заключённых в каждом пункте.
События в Норильске, развивавшиеся примерно по аналогичному сценарию, были более кровопролитны.
По официальным данным, было убито 123 человека, ранено 242.
Однако события, произошедшие в городах Воркута и Норильск летом 1953 года, имели и положительные последствия.
1 сентября 1953 года неопубликованным указом Президиума Верховного Совета СССР было упразднено Особое совещание при НКВД СССР.
Начался пересмотр дел политзаключённых (главное требование забастовщиков Воркуты).
В 1953 году комбинат «Воркутауголь» был передан из ведения МВД СССР в ведение Министерства угольной промышленности.
26 мая 1954 года вышел приказ министра внутренних дел № 00445 (совершенно секретно) «Об объединении Особого лагеря № 6 и Воркутинского ИТЛ МВД в целях сокращения расходов на содержание административно-управленческого аппарата».
Аппараты управлений Особого лагеря и Воркутинского ИТЛ МВД (лагеря обычного режима) объединились в единое Управление Воркутинского ИТЛ.
Казалось бы, после этого Речлаг как особый лагерь строгого режима должен был перестать существовать. Но нет, в одном из пунктов этого приказа значится, что «заключённых особого контингента содержать в отдельных лагерных подразделениях и использовать на работах изолированно от заключённых общего режима».

## Комментарии
1. ↑  Флаг использовался только в 3-м лаготделении как выражение траура по двум заключённым, погибшим в начале забастовки. Описание флага в документе "Справка Оперативного отдела Управления Речного лагеря об обстановке в лагерных подразделениях по состоянию на 28 июля 1953 г."[1]:456.
2. ↑  По данным на 6 августа. По документу "Список заключённых 10-го лагерного отделения, убитых 1 августа 1953 г. и умерших от ран, составленный специальным отделом Управления Речного лагеря[1]:519—523. Данная цифра занижена, так как среди погибших от ран есть и умершие через 2 месяца после восстания, например, финский актёр Эйно Прюкя[фин.], естественно, не упомянутый в списке погибших за 6 августа[3]
3. ↑  Исходя из данных на 1 августа, "42 убитых, 135 раненых, из них 83 — легко".